# 2461 Clavel
2461 Clavel eller 1981 EC1 är en asteroid i huvudbältet som upptäcktes den 5 mars 1981 av den belgiske astronomen Henri Debehogne och den italienska astronomen Giovanni de Sanctis vid La Silla-observatoriet. Den är uppkallad efter Gustavine Clavel.
Asteroiden har en diameter på ungefär 25 kilometer och den tillhör asteroidgruppen Themis.